# Église Saint-Jacques de Verlac
L'église Saint-Jacques de Verlac est une église située en France à Aurelle-Verlac, dans le département de l'Aveyron en région Occitanie.
Elle fait l'objet d'un classement au titre des monuments historiques depuis 1977.

## Localisation
L'église est située sur la commune d'Aurelle-Verlac, dans le département français de l'Aveyron.

## Historique
L'édifice est érigé au onzième siècle et son clocher carré est construit au dix-huitième siècle.
Il est classé au titre des monuments historiques le 17 octobre 1977.